# Zandstraat
Zandstraat (51° 16′ N, 3° 49′ L) é uma cidade dos Países Baixos, na província de Zelândia. Zandstraat pertence ao município de Terneuzen, e está situada a 27 km sudeste de Flessingue.
A área de Zandstraat, que também inclui as partes periféricas da cidade, bem como a zona rural circundante, tem uma população estimada em 350 habitantes.